# 孤儿救祖记
《孤儿救祖记》是1923年上映的中国故事片，由明星电影公司摄制，张石川执导，郑正秋编剧，张伟涛摄影，王汉伦、郑小秋主演。该片被认为是中国第一部艺术上较为成熟的故事片。